# سوچا ۶۵۰۱
سیارک ۶۵۰۱ (به انگلیسی: 6501 Isonzo، نامگذاری:1993XD) شش هزار و پانصد و یکمین سیارک کشف شده‌است که در ۵ دسامبر ۱۹۹۳ کشف شد.
قدر مطلق سیارک برابر ۱۵٫۱۰ است.